# Квол новогвінейський
Квол новогвінейський (Dasyurus albopunctatus) — хижий сумчастий ссавець, поширений на острові Нова Гвінея, другий за розміром представник ряду хижих сумчастих (Dasyuromorphia) Нової Гвінеї після квола бронзового (D. spartacus). Новогвінейський квол є одним з 6 сучасних видів кволів, чотири з яких водяться виключно в Австралії та на Тасманії, а два, включаючи й цей, на Новій Гвінеї.

## Опис
Це відносно невелика тварина, що важить близько 0,5 кг. Тіло буре або чорне, з білими плямами, відсутніми на хвості. Зовнішнім виглядом тварина нагадує опосума, але інколи її називають «сумчастим котом». Лапи мають поперечні подушечки, зручні для лазіння по деревах, хоча більшу частину часу тварина проводить на землі.

## Стиль життя
Мешкає тварина в лісах високогір'їв острова, на висотах до 3 км над рівнем моря, зазвичай на висоті близько 1 км.
Харчується новогвінейський квол різноманітними тваринами, включаючи птахів, гризунів, інших сумчастих, плазунів та комах. Ці тварини здатні вбивати та пожирати жертву, більшу за розміром ніж вони самі. Тварина веде нічний спосіб життя, але удень може приймати сонячні ванни. Гніздиться у скелях, порожніх деревах або невеликих печерах.
В неволі живе до 3 років.

## Загрози та охорона
Збільшення популяції людини, полювання собаками, розширення землекористування може впливати на цей вид (зокрема, потенційна втрата середовища існування через розширення площ олійних пальм). Цілком можливо, що вид залежить від конкуренції з введеними котами, але необхідне дослідження для підтвердження.
Вид був зареєстрований з ряду природоохоронних районів, в тому числі Область Збереження YUS на півострові Хаон. Вид не захищений будь-яким урядовим законодавством.